# イアゴ・ジャヌアリオ
イアゴ・フェレイラ・ジャヌアリオ（Iago Ferreira Januario, 1993年1月20日 - ）は、ブラジル・サンパウロ州マリーリア出身の元プロ野球選手（投手、内野手）。

## 経歴
2009年7月にアマチュアFAでボストン・レッドソックスと契約しプロ入り。
2010年は傘下ルーキー級のドミニカン・サマーリーグ・レッドソックスに投手として所属し、8試合に登板、1勝1敗2セーブ、防御率6.30の成績を残した。
2011年もドミニカン・サマーリーグ・レッドソックスに所属したが、3試合に登板し、1勝2敗、防御率8.10の成績に終わり、7月12日に自由契約となった。
2012年4月20日にタンパベイ・レイズとマイナー契約を結んだ。この年は傘下ルーキー級のベネズエラン・サマーリーグ・レイズに野手（一塁手）として所属し、52試合出場、打率.232、11本塁打、31打点の成績を残した。また、第3回WBCのブラジル代表に選出された。
2013年はベネズエラン・サマーリーグ・レイズで26試合に出場し、打率.241、2本塁打、15打点の成績に終わり、7月15日に自由契約となった。
2016年、ブエノスアイレスで行われた南アメリカ野球選手権に出場し優勝に貢献。本塁打王、打点王に輝いた。